# Annalen der Physik
Annalen der Physik este un jurnal de fizică cu o vechime de peste 200 de ani. Aici au publicat Albert Einstein, Adolf Fick, Friedrich Kohlrausch, Johann Wilhelm Hittorf, Walther Nernst, Jacobus Henricus van 't Hoff etc.